# Colon trasverso
Nell'anatomia il colon trasverso è una parte del colon.

## Anatomia
Il colon trasverso, prosecuzione del colon ascendente, è lungo circa 50 cm, ed è compreso tra la flessura epatica (flessura colica destra) e la flessura splenica (flessura colica sinistra). Forma una curva postero-inferiore variabile da soggetto a soggetto, con una concavità diretta posteriormente e superiormente, per poi piegarsi bruscamente in basso formando la flessura splenica e dare origine al colon discendente. Talvolta questa concavità è tale da raggiungere la pelvi.
Possiede un maggior numero di appendici epiploiche rispetto al colon ascendente. È rivestito completamente da peritoneo, fatta eccezione per quella parte della flessura epatica che aderisce al fegato. Presso la superficie laterale della flessura splenica, il peritoneo viscerale è connesso dal legamento frenocolico al diaframma. Anteriormente, il colon trasverso è in rapporto con il VI segmento del fegato (presso la flessura epatica), con la grande curvatura dello stomaco, il grande omento e talvolta con la cistifellea. Posteriormente è connesso al margine anteriore del pancreas mediante il mesocolon trasverso, è in rapporto con la seconda, terza e quarta parte del duodeno, con la milza (presso la flessura splenica), il rene sinistro da cui è diviso dalla fascia perirenale e la vena mesenterica inferiore. Inferiormente è in rapporto con il digiuno, superiormente con la coda del pancreas.